# Tasmánský poloostrov

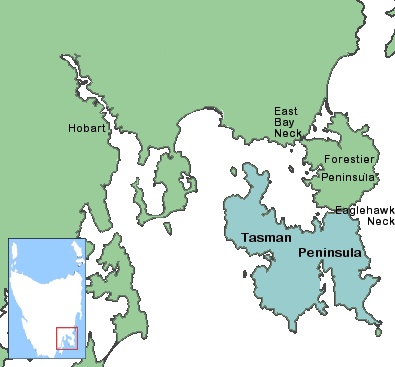
Poloha poloostrova na mapě Tasmánie

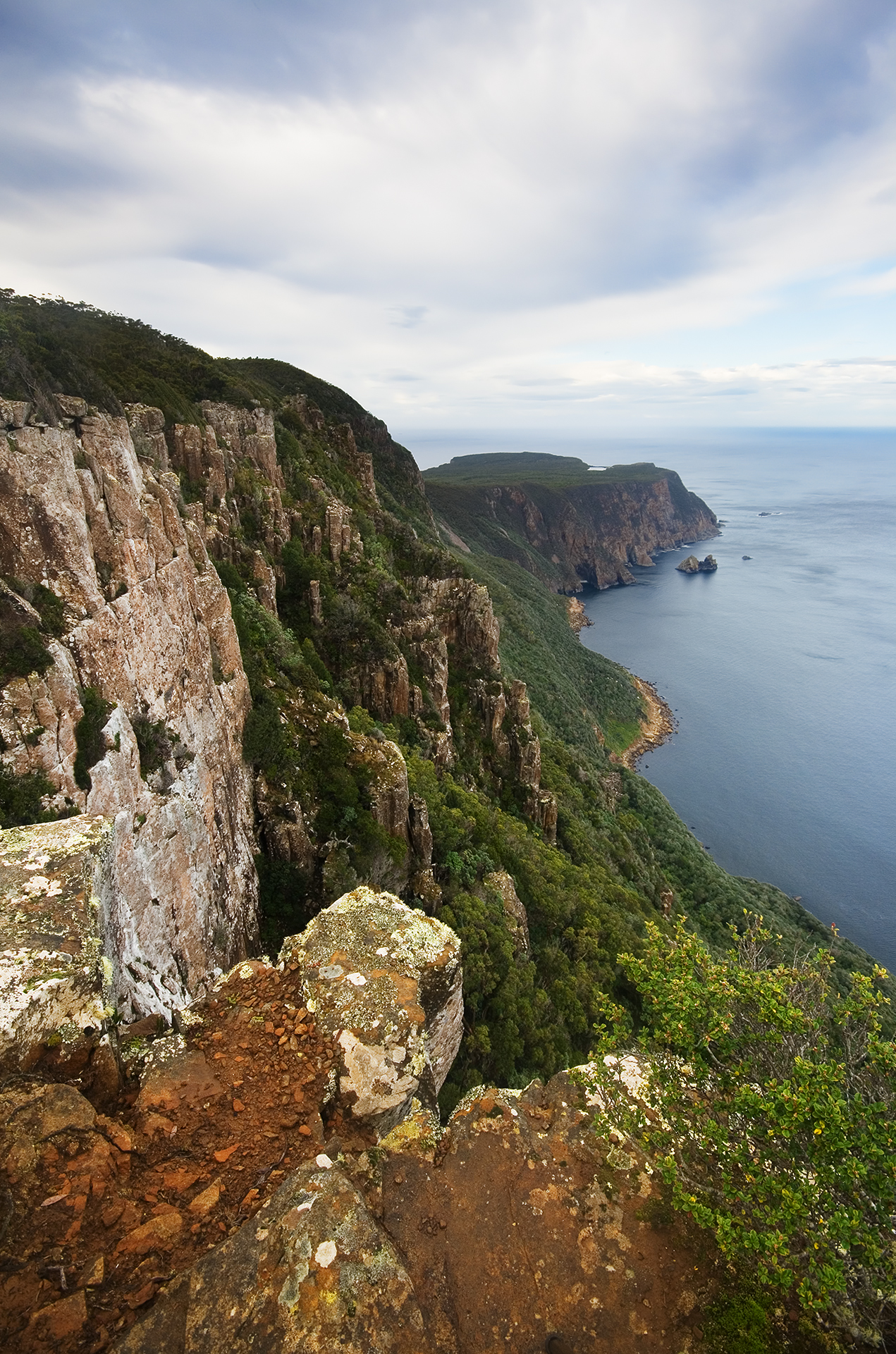
Pobřeží na jihozápadním cípu poloostrova

Tasmánský poloostrov (anglicky Tasman Peninsula) je poloostrov na jihovýchodním okraji Tasmánie. Leží v Tasmanově moři, po silnicích přibližně ve vzdálenosti 75 kilometrů na jihovýchod od Hobartu. Má rozlohu 660 km². Nejstarším evropským osídlením je Port Arthur založený v roce 1830 původně jako trestanecká kolonie, dnes se jedná o kulturní památku a významný turistický cíl. Před příchodem Evropanů zde žili stejně jako ve zbytku Tasmánie Tasmánci.
Odděleně od hlavní pevniny Tasmánie zde probíhá snaha zachránit populaci ďábla medvědovitého před vyhynutím.